# Nothrus taisetsuensis
Nothrus taisetsuensis är en kvalsterart som beskrevs av K. Fujikawa 1999. Nothrus taisetsuensis ingår i släktet Nothrus och familjen Nothridae. Inga underarter finns listade i Catalogue of Life.